# La Plant
La Plant é uma Região censo-designada localizada no estado norte-americano de Dakota do Sul, no Condado de Dewey.

## Demografia
Segundo o censo norte-americano de 2000, a sua população era de 150 habitantes.

## Geografia
De acordo com o United States Census Bureau tem uma área de
23,4 km², dos quais 23,3 km² cobertos por terra e 0,1 km² cobertos por água. La Plant localiza-se a aproximadamente 601 m acima do nível do mar.

## Localidades na vizinhança
O diagrama seguinte representa as localidades num raio de 48 km ao redor de La Plant.